# 夜晚露天咖啡座
《夜晚露天咖啡座》（英語：Café Terrace at Night）是文森·梵谷於1888年所創作的一幅油畫，該作品現保存於荷蘭的克勒勒-米勒博物館。
該畫作是梵谷最知名的作品之一，他於1888年9月中旬在法國普羅旺斯阿尔勒論壇廣場的東北角以未署名的形式創作了這幅畫，並透過用三封信對這幅作品進行描述和提及。該作品具有梵高獨特的暖色調及透視法。更成為梵谷第一幅有星空背景的畫作，其他有星空背景的畫作有同月所作的《罗讷河上的星夜》，及隔年所作的《星夜》。

## 創作

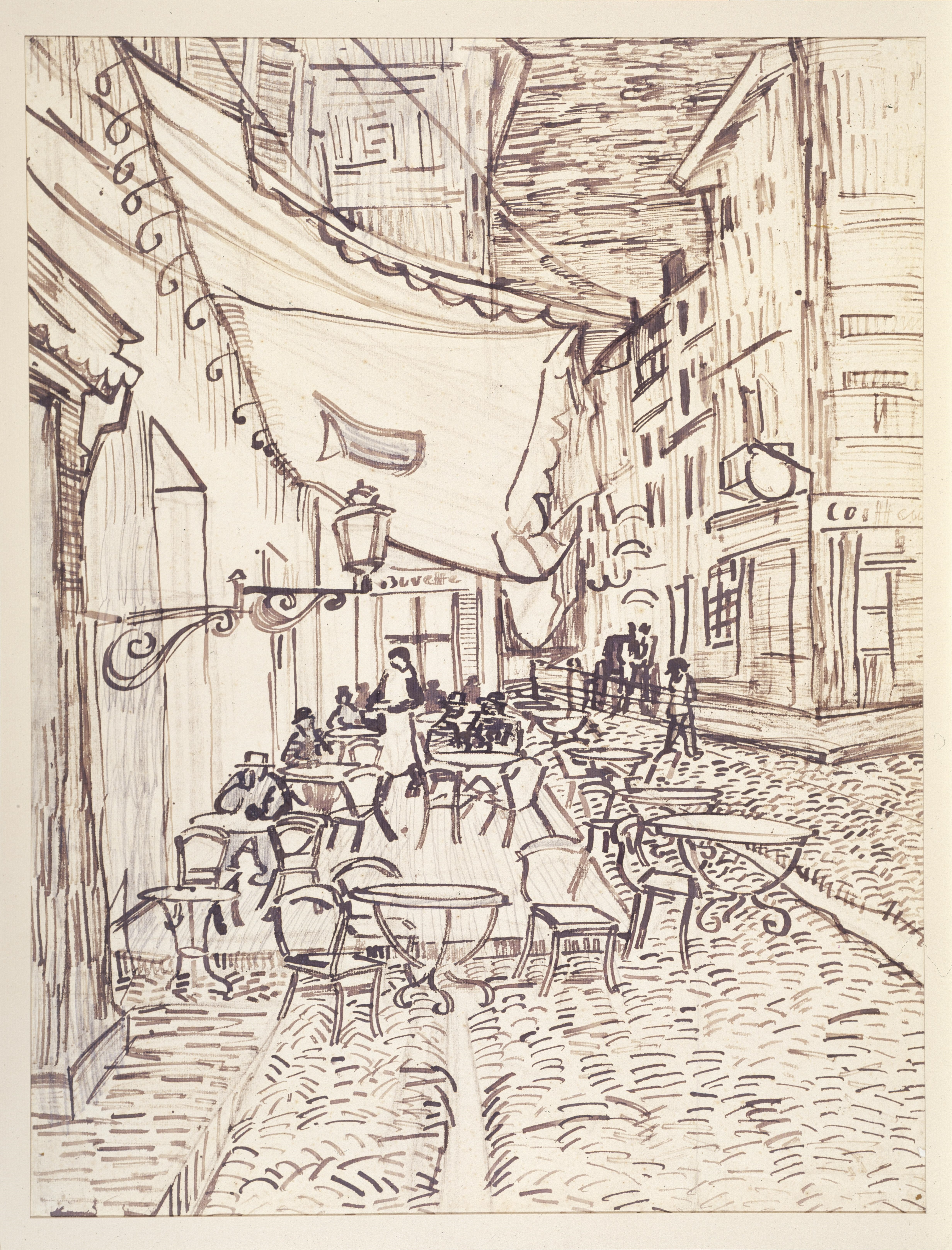
這幅畫的研究草圖，1888年9月。
(F1519) 現藏達拉斯藝術博物館，溫蒂·羅素·里夫斯和埃默里·里夫斯收藏。

完成《夜晚露天咖啡座》後，梵高曾寫信給他的妹妹，表達了自己對於這幅作品的熱情：
我最近被打斷，因為最近幾天一幅繪製晚上咖啡館外觀的新畫作讓我忙碌不已。在露台上有人們喝酒。一個巨大的黃燈照亮了露臺、立面、人行道，甚至將燈光投射到街道的鵝卵石上，街道變成了紫粉色調。在藍天星斗閃爍的街道上，房屋的山牆是深藍色或紫色，盡頭有一棵綠色的樹。現在，這是一幅沒有黑色的夜晚畫作，畫作中只有美麗的藍色、紫色和綠色，而在這樣的環境中，照亮的廣場呈淡硫磺色、檸檬綠色。我非常喜歡在夜晚的現場繪畫。過去人們習慣於白天繪製素描，然後在畫作上進行繪畫。但我發現直接在現場繪畫比較適合我。確實在黑暗中，我可能會把藍色當成綠色，藍紫色當成粉紫色，因為調色的本質無法清晰地辨認。但這是遠離傳統黑夜的唯一方法，在普通的黑夜中，只有貧弱、蒼白和略帶白色的光線，然而一道燭光，就能夠帶給我們最豐富的黃色和橙色。
他在同一封信中繼續說道：
你從未告訴我你是否讀過莫泊桑的小說《俊友》，以及你對他才能的看法。我之所以這麼說是因為《俊友》的開場，就是對巴黎星空下露天咖啡館的描述，而這正好是我現在所創作的主題有著相似之處。
這段摘錄成為梵高博物馆的策展人認為，這幅畫是描述莫泊桑小說《俊友》中「在明亮刺眼的燈光下，在建築物的立面所展現的酒客。」的基礎，但他們也指出馬奧帕桑在小說中並沒有提到「星空」。1981年，藝術史學家博戈米拉·威爾什-奧夫恰洛夫主張由於畫作「展示了夜景、漏斗狀的透視、支配性的藍黃色調」，因此至少認為梵谷部分地受到畫家路易·安克坦的畫作《克里希大道：傍晚五點》的啟發。
然而在2013年，國際學術論壇歐洲藝術與人文學術研討會上發表的一篇學術論文提出了一個理論，即梵谷打算將這幅畫作為一個獨特形式、且採用創新構圖的「最後的晚餐」。該論文隨後由《藝術史學會》在2014年1月的《藝術史專輯》和2014年7月的《學術歷史、考古和藝術史雜誌》第14卷中發表。

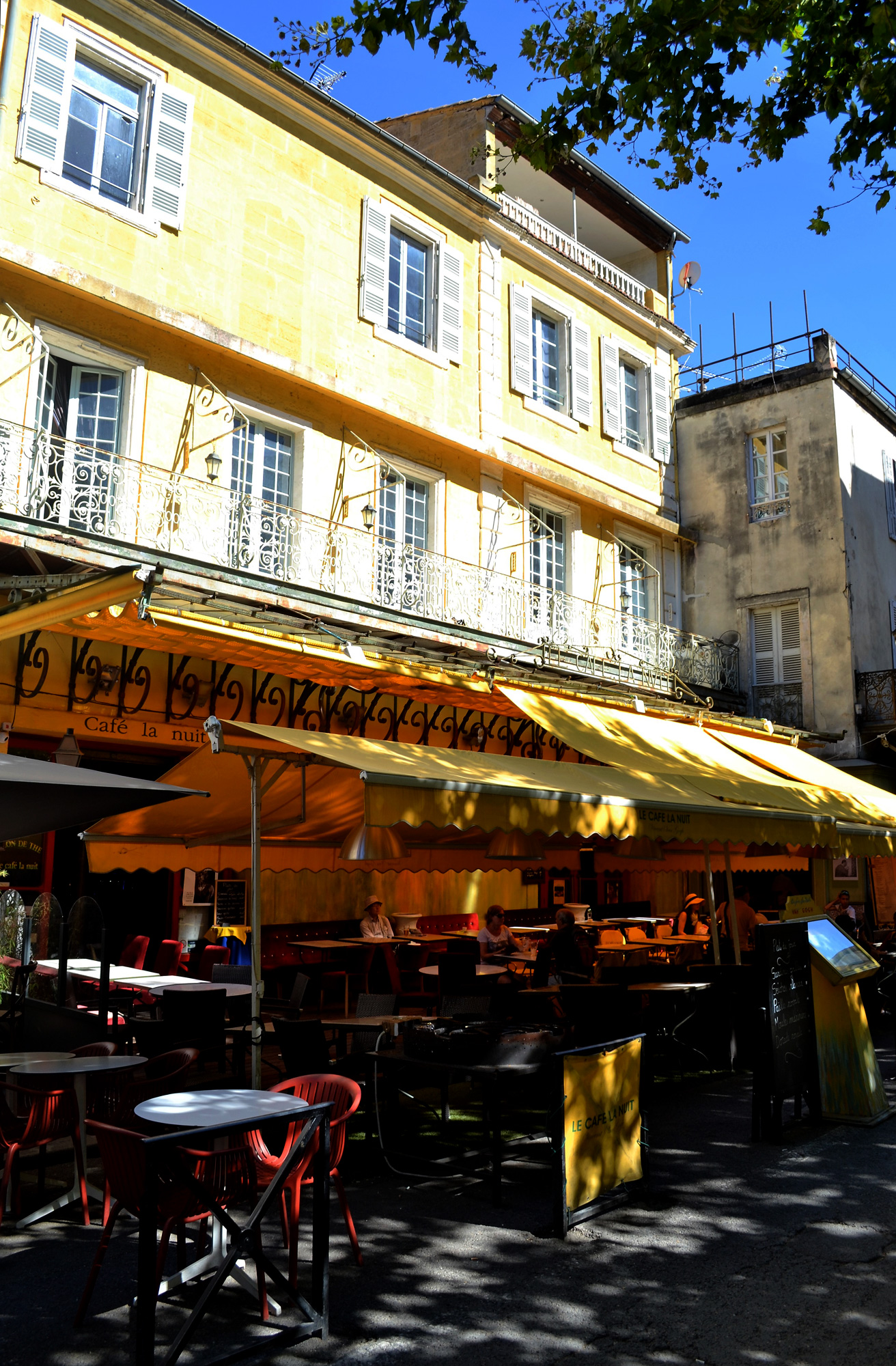
2016年7月，阿爾勒論壇廣場的咖啡館露台，現名為夜晚咖啡廳（Le Café La Nuit）

這篇論文探討了梵谷在1888年夏天期間所受到的無數藝術影響：包括他一生對於耶稣信仰的終身奉獻；將日本主義和分隔主義與自己的外光主义結合的嘗試；將讓-弗朗索瓦·米勒作品中虔誠的風俗場景採用了類似欧仁·德拉克罗瓦明亮的調色，在此時階段，梵谷與他的藝術家朋友埃米尔·贝尔纳經常進行的「尋求神聖現實主義」的書信往來；同時也受到了托马斯·卡莱尔、喬凡尼·薄伽丘、埃米尔-路易·比尔努夫的影響，試著以全新的方式呈現舊有的元素。
在創作《夜晚露天咖啡座》之前，梵高曾多次試圖創造他自己理想中的《橄欖園的基督》畫作，但都以失敗告終。他在此前也曾畫過兩幅與《最後的晚餐》相似的的研究畫作（《阿爾勒的一家餐廳內部》）這兩幅作品都具有草編底椅子的元素，是他早先批量購買的傢俱，他希望能夠在他的黃房子成立由12位「藝術家使徒」組成的公社）。最終，他在《夜晚露天咖啡座》總結了這些嘗試，創作了一個共繪製了約12位飯客，餐廳被一個充滿黃色光環的十字架框住的情景，從人物都圍繞著運用透視法上看，畫中人物的畫面就像是出自伦勃朗之手的侍者。因此該論文也得出成原始的《夜晚露天咖啡座》是一幅具有象征主义的「最後的晚餐」畫作的結論。
儘管梵高從未在任何現存的信件中明確提及對於《夜晚露天咖啡座》的意圖，但他確實在兩週後寫信給他的兄弟西奧：
這並不阻止我對宗教有一種強烈的需求，所以我晚上會出去畫星星，我總是夢想著畫一幅畫，上面有一群生動的朋友。

### 夜間效果
當《夜晚露天咖啡座》於1891年首次展出時，這幅畫的標題被暫名為《夜晚的咖啡館》（Café, le soir）。
這是梵谷第一幅使用星空背景的畫作；此後，他繼續在《羅納河上的星夜》（同月創作）中描繪滿天繁星的情景，並在一年後創作了更為人熟知的《星夜》 。梵高還在《尤金·博赫肖像》中採用了星光背景。在1888年10月2日寫給博赫的一封信中，梵谷曾簡要提到了《星空下的咖啡座》這幅畫，寫道他畫了「我們過去經常去的地方」，是在晚上所畫的咖啡館景色。
梵高在作品中增加反映天空的實際情景和寶瓶座的位置細節，使藝術史學家阿爾伯特·博伊姆能夠確定這幅畫的繪製日期大約為1888年9月初，大約晚上11點所繪製。

## 流行文化
這幅畫和咖啡館都出現在1956年由柯克·道格拉斯主演的電影《梵谷傳》，以及科幻電視劇《神秘博士》在2010年播映的第五季第10集的故事《文森特與博士》、2017年動畫電影《至愛梵谷·星空之謎》中。畫中的咖啡館還出現在1998年電影《冷血悍將》中。
1980年，BBC系列所介紹的100幅偉大的繪畫中以這幅畫作為介紹主題。
2015年，管理人員無法出示檢查期間要求的稅務文件。遺失的文件包括前三年的庫存、證書和收據。他們透過申報較低的營業額來避免繳納增值稅和營業稅，但被指控隱瞞了 2012 年至 2014 年間超過 100 萬歐元的銷售額。
2021 年，法國法院禁止 Roland Zemmour 經營企業五年，並下令繳納所有未繳稅款，包括附加費和罰款。其中一名經理人拉扎爾·澤穆爾 (Lazare Zemmour) 被判處 12 個月緩刑。 2023年，法官甚至宣布Roland Zemmour個人破產10年。

## 外部連結
维基共享资源上的相關多媒體資源：夜晚露天咖啡座
- The Vincent van Gogh Gallery entry （页面存档备份，存于） about Cafe Terrace at Night.
- Discover van Gogh explores the Last Supper theory further.
- Van Gogh, paintings and drawings: a special loan exhibition （页面存档备份，存于）, a fully digitized exhibition catalog from The Metropolitan Museum of Art Libraries, which contains material on this painting (see index)